# 畓洞站
畓洞站（韓語：답동역）是朝鮮民主主義人民共和國咸鏡南道端川市的一個鐵路車站，属于金溝線。

## 邻近车站
金溝線
泉谷站 - 畓洞站 - 廣泉站